# 綽羅斯固山貝子

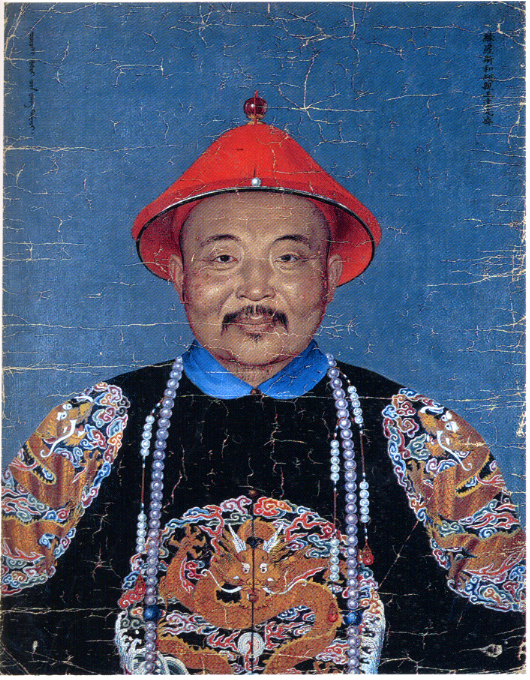
綽羅斯和碩親王達瓦齊朝服像

綽羅斯固山貝子（由和碩親王降襲），中國清代蒙古爵位，為居京師之厄魯特蒙古閑散爵位，不列外藩。授予蒙古準噶爾部末代首領（渾台吉）達瓦齊一族，姓綽羅斯氏，長居京師（北京）。
乾隆二十年（1755年），乾隆皇帝發兵征討準噶爾。六月，達瓦齊率殘兵南逃，被烏什阿奇木伯克霍集斯生擒。六月二十五日，定北將軍班第隨即派哈達哈、厄魯特台吉根敦扎卜、喀爾喀貝勒那木扎爾車蘇隆等，領兵五百餘人，將達瓦齊及其子羅布扎解送京師。十月，達瓦齊父子抵京，乾隆皇帝令交理藩院候旨。十一月，達瓦齊上奏，請求寫信給杜爾伯特台吉伯什阿噶什等，令其擒拿阿睦爾撒納。乾隆皇帝應允，又以其“庸愨可憫”，加恩封達瓦齊為綽羅斯和碩親王，賜予宅第、奉朝請。乾隆四十六年（1791年），達瓦齊之孫富爾納累世降襲至固山貝子。乾隆四十八年（1793年），詔世襲罔替。1912年中華民國成立後，達瓦齊後裔唐古色進入政壇，為民國第一屆國會參議員。
歷代綽羅斯親王、郡王、貝勒、貝子世系：
| 世代   | 名     | 爵位           | 冊封年份                   | 備註                                         |
| ------ | ------ | -------------- | -------------------------- | -------------------------------------------- |
| 始 封  | 達瓦齊 | 綽羅斯和碩親王 | 乾隆二十年（1755年）十一月 | 原準噶爾部渾台吉。                           |
| 一次襲 | 羅布扎 | 綽羅斯多羅郡王 | 乾隆二十四年（1759年）     | 達瓦齊長子，由親王降襲。三十九年以罪削。     |
| 二次襲 | 富塔喜 | 綽羅斯多羅貝勒 | 乾隆三十九年（1774年）     | 達瓦齊次子，由郡王降襲。四十六年以罪削。     |
| 三次襲 | 富爾納 | 綽羅斯固山貝子 | 乾隆四十六年（1791年）     | 羅布扎長子，由貝勒降襲。四十八年詔世襲罔替。 |
| 四次襲 | 賡音蘇 | 綽羅斯固山貝子 | 嘉慶二年（1797年）         | 富爾納次子。                                 |
| 五次襲 | 伊鏗格 | 綽羅斯固山貝子 | 道光十八年（1838年）       | 賡音蘇子。                                   |
| 六次襲 | 唐古色 | 綽羅斯固山貝子 | 光緒五年（1879年）         | 伊鏗格子。中華民國第一屆國會參議員。         |